# Atsubetsu-ku
Atsubetsu (厚別区, Atsubetsu-ku) est l'un des dix arrondissements de la ville de Sapporo au Japon. Il est situé à l’extrême est de la ville.
En 2015, sa population est de 129 136 habitants pour une superficie de 24,38 km2, ce qui fait une densité de population de 5 300 hab./km2.

## Histoire
L'arrondissement a été créé en 1989 lorsqu'il a été séparé de l'arrondissement de Shiroishi.

## Lieux notables
- Village historique de Hokkaidō (ja)

## Transport publics
L'arrondissement est desservi par la ligne de métro Tōzai, ainsi que par les lignes Hakodate et Chitose de la JR Hokkaido.